# Einrappenstück
| Einrappenstück | Einrappenstück |
| -------------- | -------------- |
| Einrappenstück |                |
| Daten          |                |
| Legierung:     | Bronze         |
| Gewicht:       | 1,50 g         |
| Durchmesser:   | 16 mm          |
| Dicke:         | 1,1 mm         |
| Randprägung:   | glatt          |

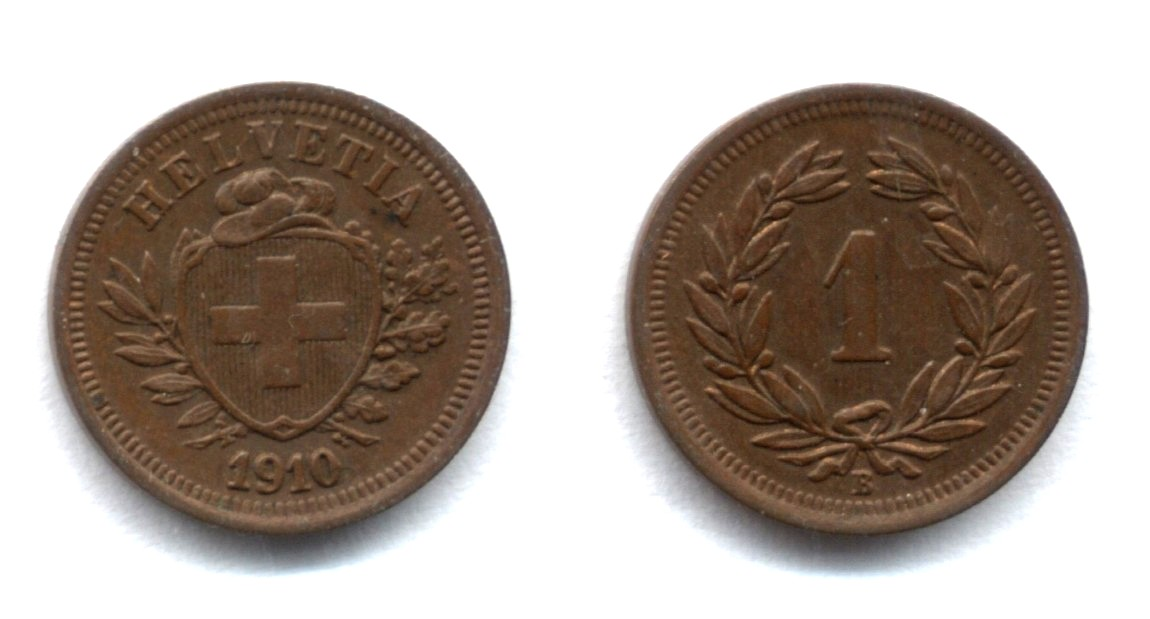
Einrappenstück von 1910 mit Schweizerwappen, Freiheitshut und Lorbeerkranz

Das Einrappenstück, auch Einräppler oder Räppler genannt, gehörte bis zum 31. Dezember 2006 zur Schweizer Währung und hatte den Wert von 0.01 Schweizer Franken. Bereits Ende der 1970er Jahre ging der Gebrauch des Einräpplers im Alltag massiv zurück (1978 wurde das Zweirappenstück ausser Kurs gesetzt). In den 1990er Jahren war der Einräppler als Zahlungsmittel so gut wie ungebräuchlich. Dennoch war er bis Ende 2006 als kursfähige Münze offizielles Zahlungsmittel und musste von allen Zahlstellen angenommen werden (was jedoch nur selten effektiv der Fall war).
Das Ein- und Zweirappenstück haben dasselbe Motiv: auf der Rückseite ein Schweizerkreuz nebst dem Schriftzug "HELVETIA" und dem Jahr der Prägung, auf der Vorderseite eine über eine Ähre gelegte Ziffer 1 (bzw. 2). Dieses Motiv existiert seit 1948. Vorher waren ein Schweizerwappen mit Freiheitshut sowie ein Lorbeerkranz mit Ziffer (1 oder 2) abgebildet. Wegen der rötlichen Farbe der Münzen (Bronzelegierung) sind der Ein- und Zweiräppler gut von den anderen Schweizer Münzen zu unterscheiden.
Seit 1948 wurden über 230 Millionen Einräppler geprägt. Davon sind bis auf einige Millionen noch alle, zumindest theoretisch, im Umlauf.
Das Einrappenstück war seit jeher, in den letzten Jahren fast ausschliesslich und seit 2007 ausschliesslich ein Sammlerstück, das zu Werbezwecken, als Souvenir oder häufig als Glücksbringer eingesetzt wird.
Einen vorübergehenden Aufschwung erhielt der Einräppler 1995, als der Discounter Pick Pay die Preise auf Fr. x.x9 oder x.x4 reduzierte (statt x.x0 oder x.x5) und den Kunden beim Bezahlen den genauen Rappenbetrag mit Einräpplern zurückgab. Diese Aktion sorgte für viel Beachtung und kostete Pick Pay nur den Preisabschlag um einen Rappen pro Produkt, den Schweizer Staat aber pro ausgegebenem Einräppler 3 Rappen, da die Produktionskosten damals bei 4 Rappen lagen, Pick Pay allerdings die Münzen – da kursfähig – zum Nominalwert kaufen konnte. Da die Kunden ihre Einräppler ausserhalb von Pick Pay jedoch nicht mehr loswurden und sich die Publicity gelegt hatte, stellte Pick Pay die Aktion wieder ein. Der seit 2005 in der Schweiz tätige Aldi operiert allerdings erneut mit x.x9-Preisen. Der Gesamtpreis wird allerdings an der Kasse auf die nächsten fünf Rappen abgerundet.
Da im Jahre 2006 die Herstellungskosten eines Einräpplers wegen stark gestiegener Rohstoffpreise auf 11 Rappen pro Einräppler anstiegen, die verwendete Legierung bei Swissmint ohnehin nur noch bis Mitte 2007 gereicht hätte und der Einräppler für den Zahlungsverkehr keine Rolle mehr spielte, wurde er per 31. Dezember 2006 auch offiziell ausser Kurs gesetzt.
Ein Umtausch bei den Kantonalbanken zum Nominalwert ist möglich. Unter Sammlern und bei Unternehmen, die Einräppler für Souvenir- und Werbezwecke einsetzen, ist der Einräppler jedoch, seit er seit 2007 nicht mehr produziert wird, gefragt. Besonders gesucht ist der Jahrgang 2006, da er kurz vor der Ausserkurssetzung zwar noch geprägt, aber nicht mehr in Umlauf gesetzt wurde. Lediglich 30'000 Stück wurden in Münzsätzen herausgegeben.